# 아키바 노부히데
아키바 노부히데(일본어: 秋葉 信秀, 1985년 4월 10일 ~ )는 일본의 축구 선수이다.

## 구단 경력
그는 2008년부터 2021년까지 J리그의 더스파 구사쓰, YSCC 요코하마에서 활동하였다.